# Tomislav Karaman
Tomislav Karaman (Mešeišta kod Ohrida, Makedonija, 15. listopada 1926. / Srijane, 1926. – Split, 6. listopada 1997.),  hrvatski katolički svećenik, anti-komunistički politički aktivist iz Splita, žrtva jugokomunističkih progona političkih neistomišljenika. Brat bivšeg isusovačkog provincijala Radojka.

## Životopis
Rodio se je u Srijanama. Zbog očeve službe i političkih prilika obitelj se često selila: Mešeište kod Ohrida, Split, Klis, Dicmo, Tešica kod Niša, Niš, Vis, Šibenik, Dugopolje, Sinj. 1942. bila je jako teška za njegovu obitelj. Oca su partizani zarobili, izmasakrirali i bacili u jamu na Svilaji, potom su ubili i strica mu koji je bio župnik u Dugopolju. Veliki kućni prijatelj, njihov kapelan, mladomisnik don Jozo Čulin doživio je istu sudbinu. Karamanu je obitelj ostala bez mirovine. Mati Marica zarazila se je tifusom koji je jedva preboljela. Ironično, premda je Tomislav Karaman bio bogoslov, 1944. je godine odveden u partizane. Sestra Milutina pred maturu izbačena je iz škole. Poslije rata, brat Radojko pošao je u sjemenište i naposljetku je pošao redovničkim putem.
Nezadovoljan stanjem u Hrvatskoj, a prije svega u Splitu, povezao se s nekoliko mladića i djevojaka koji su osjećali i mislili da se jugokomunističkim nasilnicima i zlu režimu treba suprotstaviti. Skupina od desetak djevojaka i mladića sastajala se po kućama i u drugoj polovini 1946. godine svoju su skupinu osnovali i nazvali Hrvatskim oslobodilačkim pokretom. 
Simbolika vrha Marjana bila je hrvatska zastava, simbol hrvatstva i zadržala se do danas. Predstavljala je prkos nenarodnim režimima. U jugokomunističkoj Jugoslaviji na vrh je stavljena jugoslavenska zastava. Tu je bila prigoda za iskaz prosvjeda. S tom skupinom istomišljenika iz Hrvatskog oslobodilačkog pokreta (Frane Bettini (22), Ivica Bavčević (22), student medicine Nikola Pensa (22), Jelka Betica (42), Vlaho Zelinak (45), Borica Jonić (20), Ruža Anić (19), Katica Šanić (20), Jakov Kirigin (19), bogoslov Tomislav Karaman (21, poslije svećenik i generalni vikar splitske nadbiskupije), Vjekoslav Matijević (20) i Frane Tente (19)) upustio se u prosvjednu akciju 10. travnja 1947. godine na vrhu Marjanu je skinuo je jugoslavensku zastavu s crvenom zvijezdom i stavio 18 metarski hrvatski barjak. Akcija je izazvala šok. Istraga je počela. Već za dva tjedna uslijedila su uhićenja. Prvi je uhićen Bettini, 29. travnja, a do 18. svibnja svi su bili u splitskome zatvoru, među njima i Tente. Iako su svi bili maloljetni, prošli su užasni istražni postupak i izvedeni su pred sud. Presuda je uslijedila vrlo brzo. Okružni sud srednje Dalmacije u Splitu presudio je 27. svibnja. Optuženi su da podrivaju SFRJ, a u stvari su tiskali različite letke i pisali parole po ulicama. Premda maloljetan, zatočen je u kaznionici u Lepoglavi.
Osuđen je, a u obrazloženji presude stajalo je da je osuđen i kažnjen jer je:
1. sastavio i umnožio nekoliko parola i letaka s pozivom na nasilno rušenje postojećeg državnog uređenja
2. razbacivao letke protunarodnog sadržaja u dvorištu gimnazije u Splitu
3. skupa s drugima, na Marjanu skinuo jugoslavensku zastavu s petokrakom i digao hrvatsku zastavu bez zvijezde petokrake

Presuda je sadržavala još toga. Osim izvješene zastave, teretilo ih se za organiziranje udruženja koje je imalo za cilj nasilno djelovanje u svrhu rušenja ustavnog poretka u FNRJ, sastavljanje i rasturanje letaka s pozivom na otpor, pisanje parola tipa "Doli Tito" i "Živija HOP", dizanje bune među seljacima u Žeževici, vrbovanje članova u HOP, pokušaj prebacivanja u odmetničke bande (za što su optužili Jakova Kirigina) i dr. Pensu su još osudili da je nabavljao sanitetski materijal za odmetničke bande. 
Režimske Slobodna Dalmacija od 31. svibnja 1947. spominjala je i kidanje slike Ive Lole Ribara, a vješanje hrvatske zastave nazvala je "vješanje ustaške zastave", a akciju nazvala "izdajstvom ostataka fašizma".
Premda je bio u partizanima, to ga nije spasilo od jugokomunističkih etiketiranja. Karaman je osuđen na tri godina zatvora. 
Poslije se posvetio djelovanju u Crkvi, postao je svećenik, ali i tad je trpio progone. Obnašao je visoke dužnosti u Katoličkoj Crkvi. Bio je generalni vikar splitsko-makarske nadbiskupije.
Svećeničke je sakramente primio s 26 godina. Službovao je u župama Vidonjama, Biskom, Trilju (1966. – 1977.), u Omišu i Splitu. Bio je sužupnik u župi Škrapama (župa Gospe Fatimske). 
Za župnikovanja u Vidonjama isticao se hrabrošću. U ime vjere i spasenja duša, znao se oduprijeti "drugovima", riskiravši pritom i vlastiti život. Srežom je preživio, a jedina žrtva sukoba s jugokomunističkim režimom bila je crkvica svetoga Liberana na Gomilama, koju je jedne ljetne noći 1959. zahvatio požar koji joj je oštetio unutrašnjost.
U Splitu je tri godine bio rektor Središnjega bogoslovnog sjemeništa. Obnašao je dužnost generalnog vikara splitsko-makarske nadbiskupije. Umro je 6. listopada, u Svećeničkom domu u Splitu, u 71. godini života i 45. godini svećeništva. Pokopan je 8. listopada u rodnim Srijanama.

## Vanjske poveznice
- Želimo ulicu Frane Tente u Splitu, inicijativa na Facebooku
- Iva Međugorac, PortalOko.hr : Skrivena povijest. TVORNICE SMRTI PARTIZANSKIH ZLIKOVACA: Okovi, udarci željeznim šipkama, ledena samica u kojoj je umro mladi Tente  Arhivirana inačica izvorne stranice od 29. studenoga 2018. (Wayback Machine), portal Oko, 3. siječnja 2015.